# Lutzomyia antezanai
Lutzomyia antezanai är en tvåvingeart som beskrevs av Le Pont F., Dujardin J. P., Mouchet J., Desjeux P. 1990. Lutzomyia antezanai ingår i släktet Lutzomyia och familjen fjärilsmyggor.
Artens utbredningsområde är Bolivia. Inga underarter finns listade i Catalogue of Life.